# Gino Marinuzzi (1920-1996)
Gino Marinuzzi junior (New York, 7 aprile 1920 – Roma, 8 novembre 1996) è stato un musicista e compositore italiano.

## Biografia
Figlio del compositore e direttore d'orchestra Gino Marinuzzi, nacque a New York, durante una tournée del padre negli Stati Uniti. 
Di formazione musicale milanese, iniziò la carriera giovanissimo e prima ancora di diplomarsi in composizione, pianoforte e direzione d'orchestra al conservatorio di Milano, compose a sedici anni i suoi primi lavori: Concertino (per pianoforte orchestra da camera) e diverse composizioni per pianoforte solo. Intensa è stata, fino al 1943, la sua produzione per strumento solo e per orchestra, una produzione che lo ha fatto annoverare tra le avanguardie musicali di quegli anni.
Trascorse due anni – dal 1943 al 1945 – in un campo di concentramento nazista, (prigioniero 50914 Stalag XII-F) esperienza dalla quale nacquero i  Lagerlieder, composizione in cui elaborò temi popolari russi, ucraini e zingari, appresi dai canti dei suoi compagni di prigionia. 
Dopo aver sposato la pianista Liana Santarone, sua compagna di conservatorio e destinataria di alcuni dei suoi componimenti per pianoforte, da cui avrà due figlie, Anna Maria e Giovanna, nel 1946 Marinuzzi si trasferisce a Roma, dove lavora per un periodo come Maestro sostituto al Teatro dell'Opera. Da allora ha vissuto nella capitale svolgendo attività di compositore ed insegnante. 
Negli anni sessanta e settanta si è dedicato prevalentemente alla musica per cinema, teatro, radio e televisione, per riprendere a comporre per orchestra negli anni ottanta. Particolare rilievo ha rivestito il ruolo pionieristico da lui ricoperto nella ricerca e sperimentazione musicale, portata avanti fin dai primi anni cinquanta, nel campo della musica elettronica.
È sepolto nella tomba di famiglia presso il cimitero monumentale della Foce a Sanremo (IM), accanto al padre.

## Opere - Musica sinfonica - Musica da camera
La produzione di Marinuzzi ha compreso musica classica strumentale per strumento solista (preludi e studi per pianoforte solo), musiva da camera e per complessi sinfonici e musiche di scena destinate al teatro (Ione, Antigone), al cinema con la (colonne sonore di numerosi documentari e film tra cui: La carrozza d'oro di Jean Renoir, La mandragola ('65) di Alberto Lattuada, Le voci bianche (1964) di Pasquale Festa Campanile e Massimo Franciosa e molti altri) e alla televisione (tra cui le musiche per il romanzi sceneggiati Il conte di Montecristo, Jekyll ('69) di Giorgio Albertazzi, Commissario Maigret, ecc), per la radio (l'operina radiofonica La signora Paulatim, su testo di Italo Calvino).
Di lui si ricordano i Lagerlieder (per pianoforte 4 mani) su canti di prigionieri militari, Edward! Edward! (cantata, per soli, coro e orchestra da camera, su un'antica ballata scozzese), Concertino (per pianoforte e orchestra da camera), Concerto per pianoforte e orchestra, Concerto per violino e orchestra.
La sua ultima composizione classica, il Concertante, per pianoforte e orchestra, commissionatagli dal musicologo Gioacchino Lanza Tomasi per conto della RAI, fu eseguita all'Auditorium del Foro Italico nel 1985 (solista Andrea Padova) assieme ai Due improvvisi composti nel 1959. 
L'ultimo lavoro è un omaggio a suo padre (con il quale in gioventù aveva già composto come coautore le musiche per il balletto Pinocchio) ovvero la nuova orchestrazione dell'opera lirica Jacquerie, composta da Marinuzzi padre e i cui spartiti erano andati perduti. L'opera è stata eseguita nella nuova versione al Teatro Massimo Bellini di Catania, pochi anni prima della sua morte, per la regia di Roberto Laganà Manoli. 
Per quanto riguarda l'attività didattica al Conservatorio musicale di Frosinone e all'Accademia di Santa Cecilia a Roma, dove ha insegnato composizione, Marinuzzi ha avuto come allievi alcuni musicisti affermatisi in seguito, come Vittorio Bresciani, Giovanni Pelliccia, Andrea Padova, Francesco Libetta, Carlo Mezzanotte, Fabrizio Siciliano ed altri.

## Musica elettronica
Marinuzzi è stato uno dei primi fra i musicisti e compositori in Italia a sperimentare la musica elettronica. Come ha ricordato il critico e musicologo Luigi Pestalozza: 
(Maurizio Corbella, Gino Marinuzzi Jr: Electronics and Early Multimedia Mentality in Italy, in Musica/Tecnologia (Music/Technology): rivista della fondazione Ezio Franceschini, nn.8-9, 2014-2015, Firenze, Firenze University Press, p. 101; già citato nel testo di L. Pestalozza, s.t., in P.M. De Santi – D. Chiadini (a cura di), Filminconcerto: Orchestra Sinfonica e Coro di Roma della Rai, rassegna a cura di G. Gelmetti ed E. Morricone con la collaborazione di Rosella Nobilia, Roma: Rai Radiotelevisione Italiana, 1983, p. 14. (consultabile on-line))
Nel 1956 il compositore aprì il primo laboratorio di musica elettronica a Roma presso l'Accademia Filarmonica Romana (chiamato poi "Centro Elettronico dell'Accademia Filarmonica Romana"); sua è poi l'ideazione e la progettazione del Fonosynth, il primo sintetizzatore modulare per la produzione di musica elettronica, creato a Roma e tra i primi in Europa. L'apparecchio, realizzato poi dall'ingegnere Giuliano Strini e dal tecnico del suono  italo-polacco Paolo Ketoff, in collaborazione con Marinuzzi stesso, fu completato nel 1962, anche se le prime componenti cominciano a entrare in funzione con tutta probabilità fin dal 1958. Il Fonosynth è esposto dal 1987 presso il Museo degli strumenti musicali di Monaco di Baviera.
Marinuzzi compose diversi brani di musica elettronica tra cui Traiettorie realizzato presso lo Studio di Fonologia di Milano, impiegando effetti elettronici anche in molte sue composizioni soprattutto per documentari e film per il cinema e la televisione (tra i film più conosciuti Terrore nello spazio di Mario Bava del 1965). 
Continuò poi la ricerca e la sperimentazione nel campo della musica elettronica fondando nel 1967 lo Studio R/7, laboratorio elettronico per la musica sperimentale e concreta assieme allo stesso Ketoff, a Walter Branchi, Franco Evangelisti, Domenico Guaccero, Guido Guiducci e Egisto Macchi, che avevano già frequentato lo studio di fonologia romano. Collaborò attivamente anche a Nuova Consonanza.

## Discografia parziale
- 1971 - Musica ed elettronica

## Colonne sonore

### Cinema
- 1860, regia di Alessandro Blasetti (1934)
- Romanzo d'amore, regia di Duilio Coletti (1950)
- Quelli che soffrono per voi..., regia di Alessandro Blasetti (1951)
- Amo un assassino, regia di Baccio Bandini (1951)
- A fil di spada, regia di Carlo Ludovico Bragaglia (1952)
- Il maestro di Don Giovanni, regia di Vittorio Vassarotti (1952)
- Il mantello rosso, regia di Giuseppe Maria Scotese (1955)
- Vento del Sud, regia di Enzo Provenzale (1959)
- L'Italia non è un paese povero, regia di Vittorio Taviani, Paolo Taviani (1960)
- Ercole alla conquista di Atlantide, regia di Vittorio Cottafavi (1961)
- Marte, dio della guerra, regia di Marcello Baldi (1962)
- Hong Kong un addio, regia di Gian Luigi Polidoro (1963)
- Le voci bianche, regia di Pasquale Festa Campanile e Massimo Franciosa (1964)
- La mandragola, regia di Alberto Lattuada (1965)
- Terrore nello spazio, regia di Mario Bava (1965)
- Le piacevoli notti, regia di Armando Crispino (1966)
- Operazione 3 gatti gialli, regia di Gianfranco Parolini (1966)